# Túnel del Libertador
El túnel del Libertador es un túnel que se encuentra ubicado en la zona norte de la Ciudad de Buenos Aires, Argentina, uniendo a dos barrios.

## Descripción

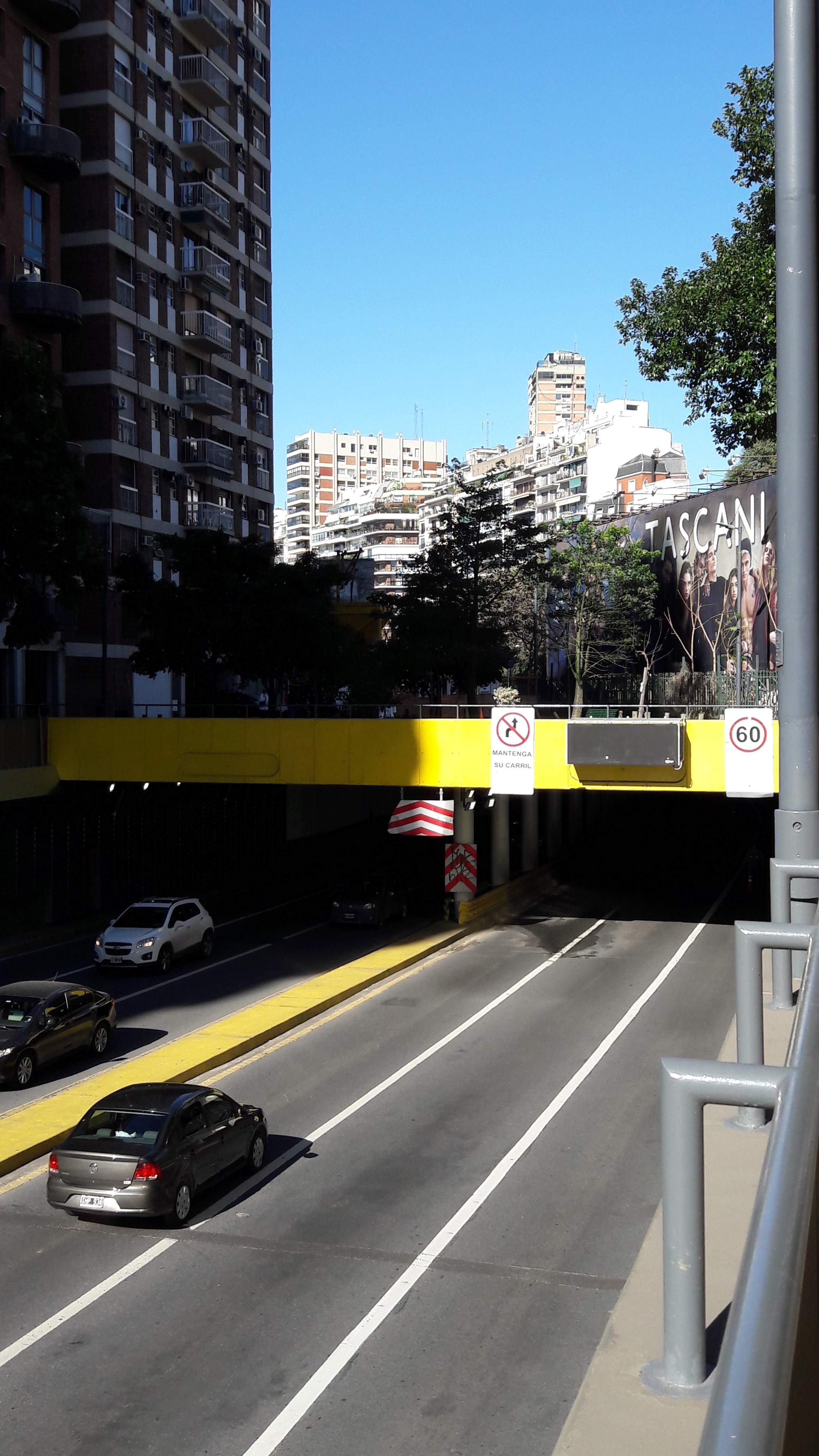
Acceso norte al túnel en el barrio de Belgrano.

Fue diseñado para cruzar por debajo de las vías del Ferrocarril General Bartolomé Mitre, uno de los servicios metropolitanos de la ciudad, que parte desde la Estación Retiro Mitre, por el que circulará la línea homónima.
El túnel de unos 700 metros está trazado en el recorrido de la Avenida del Libertador, visto desde el sur, el túnel empieza en la calle Teodoro García del barrio de Palermo y termina en el cruce con la calle La Pampa en el barrio de Belgrano.
El coste de la construcción rondó los mil millones de pesos moneda nacional.

## Construcción
Luego de un concurso de proyectos, fue elegido el del estudio de arquitectura Antonini-Schon-Zemborain, los únicos que propusieron un túnel para salvar el paso ferroviario. La obra se terminó en el año 1970.
Durante la construcción para poder abrir la brecha fue necesario que una excavadora apartara 50 metros cúbicos de tierra por hora.
Debido a que el plano maestro de la ciudad se perdió, no contando por tanto el Gobierno de la Ciudad de Buenos Aires con un plano de toda la ciudad, fue habitual durante la construcción que la excavadora se topara con caños de Obras Sanitarias de la Nación no señalados en los planos con los que contaba la constructora. 
El viaducto posee 700 metros de largo. El túnel posee 20 metros de ancho, divididos en dos sentidos de tres carriles cada uno, permitiendo la circulación de 7200 vehículos por hora. 
Existe cierto peligro dentro del túnel en la curva, porque allí los carriles están divididos por pilotes de cemento que aparecen sorpresivamente a la vista del conductor.
Debido a la construcción del túnel fue necesario desplazar a varios vecinos y expropiar los terrenos.
Los vecinos desplazados fueron trasladados al Conjunto Pampa que son tres edificios de tres pisos con un total de 176 departamentos de 2, 3 y 4 ambientes) en la manzana de las calles La Pampa, Sucre, Húsares y Cazadores en el barrio de Belgrano, más precisamente en la zona de Bajo Belgrano, a dos cuadras del Estadio de Excursionistas.

## Actualidad
Si bien esta arteria continúa habilitada para el flujo normal de vehículos, actualmente perdió la función principal por la cual fue concebida, dado que desde el 10 de mayo de 2019 el tráfico ferroviario corre sobre un viaducto elevado a lo largo de 3.9 kilómetros, perdiendo su utilidad al igual que el paso bajo nivel de la Av. Dorrego (Chacarita) con el Ferrocarril General San Martín por idénticas razones.